# Complexe Amir Chaghmagh

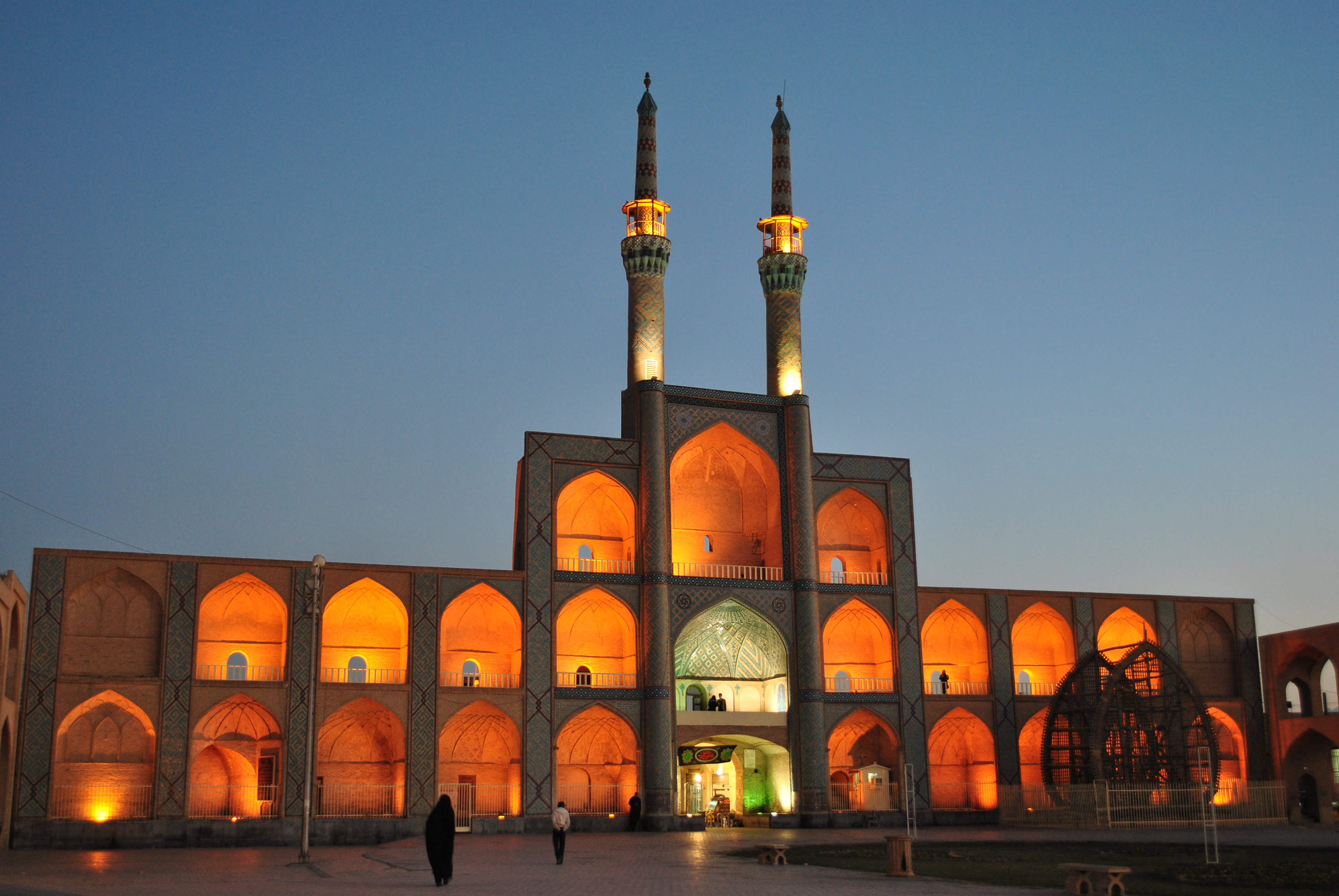
La mosquée Amir Chaghmagh de nuit

Le complexe Amir Chaghmagh (persan : مجموعه میدان امیرچقماق Majmūʿa Meydân Amir Čaqmaq; aussi romanisé Chakhmaq, Chakmaq, Chakhmagh, Chakmak) est situé à Yazd, en Iran. Il regroupe une mosquée, un bazar, un caravansérail, un bain public, un puits d'eau froide et ... une confiserie, ainsi qu’un tekiyeh, place de commémoration du martyre de l'imam Hossein.

## Histoire
Selon le Dr. Vahdat Zad, historien de l'architecture (université de Houston), la place Amir-Chaghmaq a été construite au XVe siècle par le gouverneur de Yazd Al-Chakhmaq pendant l'ère timuride. Cette place a été créée du côté nord d'une importante mosquée appelée la vieille mosquée, connue aujourd'hui sous le nom de mosquée Amir Chakhmaq. Selon Vahdat Zad, "la mosquée a également été fondée par Amir-Chakhmaq entre 1418 et 1438. Haj Qanbar Jahanshahi, autre gouverneur de la ville, a construit un bazar et des caravansérails sur les côtés de la place"

De nombreuses parties du complexe se sont détériorées sous les Séfévides, jusqu'au XVIIIe siècle, puis il y eut une rénovation. À la fin du XIXe siècle, le Tekyeh a été construit par Abu-al-Qasim Rashti à l’entrée du bazar. Sous Reza Shah en 1935, la partie nord de la place, qui la reliait au bazar, fut démolie, sans doute en même temps que le caravansérail, afin de développer la place dans une forme rectangulaire plus ordonnée. Les arcades des deux côtés datent de 1963.